# جوني هيلز (لاعب كرة قدم)
جوني هيلز (بالإنجليزية: Johnny Hales)‏ هو لاعب كرة قدم بريطاني في مركز نصف الجناح، ولد في 15 مايو 1940 في غلاسكو في المملكة المتحدة. لعب مع نادي برينتفورد.